# 海は燃えている〜イタリア最南端の小さな島〜
『海は燃えている〜イタリア最南端の小さな島〜』（Fuocoammare）は、ジャンフランコ・ロージ監督による2016年のイタリアのドキュメンタリー映画である。第66回ベルリン国際映画祭では金熊賞を獲得した。

## 内容
映画は欧州難民危機に揺れるランペドゥーザ島で撮影されており、島民たちの日常生活を背景に命懸けで地中海を渡る難民たちの姿がとらえられている。映画は地元漁師の子である12歳の少年と到着した難民たちを治療する医者を中心に進行する。金熊賞受賞時のスピーチでロージは難民問題への意識を高める目的で映画を撮ったことを明かし、「悲劇から逃げ延びるために人々が海を渡って命を落とすことはあってはならない」と述べた。

## 評価

### 受賞
| 年   | 映画賞                         | 賞     | 対象 | 結果   | 出典  |
| ---- | ------------------------------ | ------ | ---- | ------ | ----- |
| 2016 | 第66回ベルリン国際映画祭       | 金熊賞 |      | 受賞   | [ 3 ] |
| 2017 | 第37回ロンドン映画批評家協会賞 | 作品賞 |      | 未決定 | [ 8 ] |